# Dadeville
Dadeville – wieś w Stanach Zjednoczonych, w stanie Missouri, w hrabstwie Dade.